# Reunión cumbre
Cumbre, cúpula, reunión de cúpula o encuentro de cúpula, reunión de alto nivel o encuentro de alto nivel, reunión cumbre o encuentro cumbre, a veces también congreso o conferencia o denominaciones derivadas, se refiere a una reunión de jefes de Estado y/o de gobierno, o a una reunión entre líderes y directores de diferentes organizaciones.

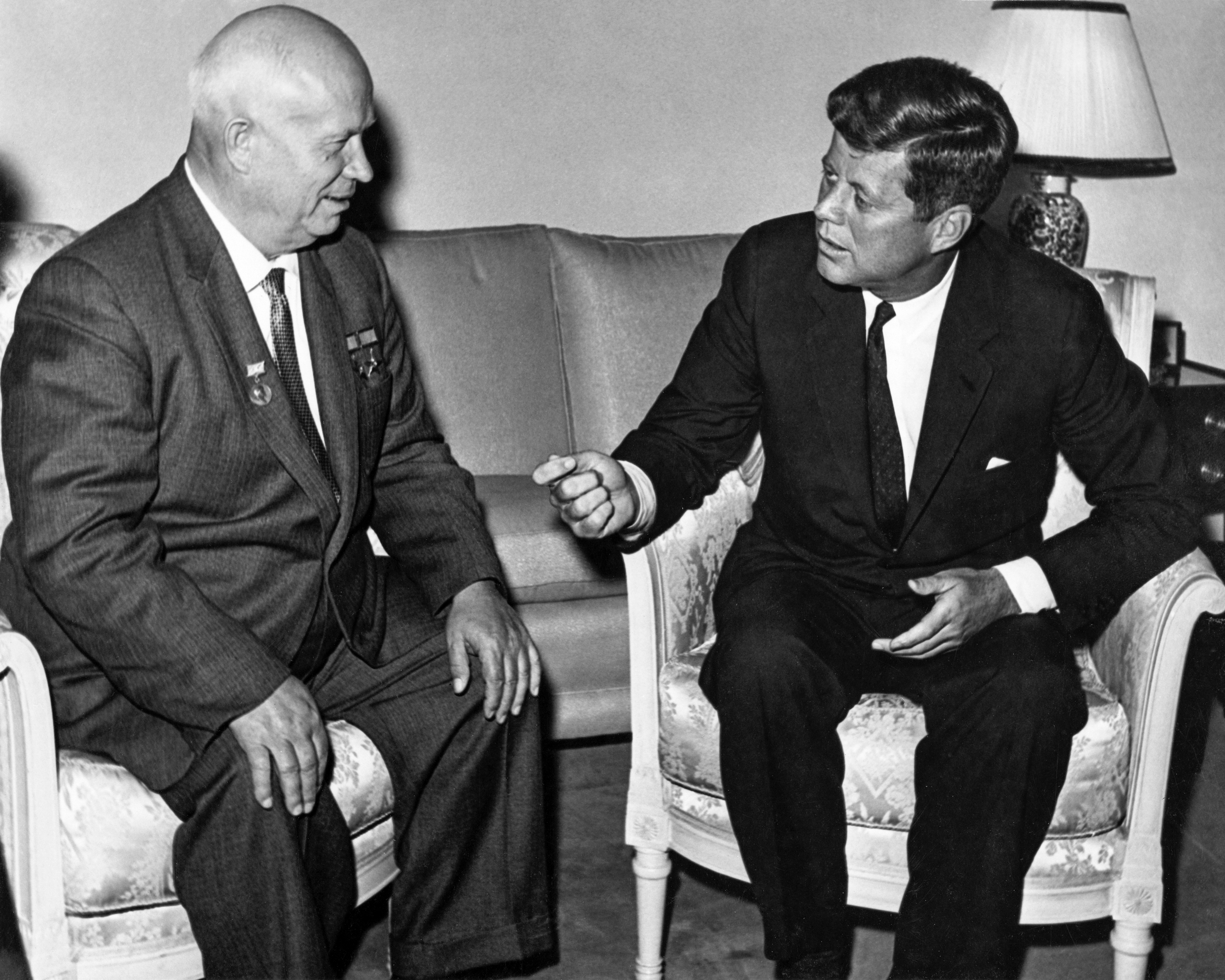
Reunión entre John F. Kennedy y Nikita Jruschov en Viena, el 3 de junio de 1961.

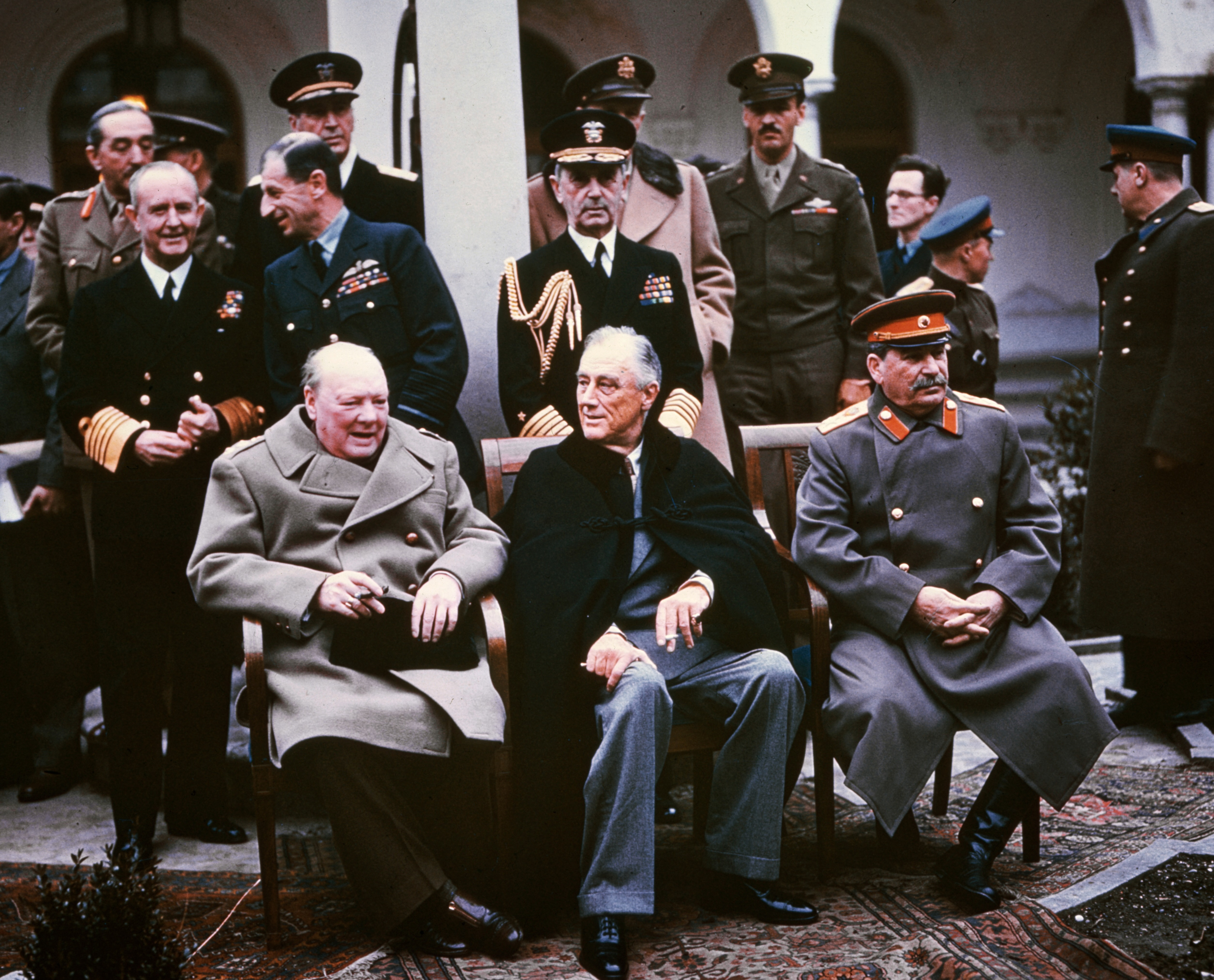
Cumbre de Yalta en febrero de 1945 entre W. Churchill, F. Roosevelt, y I. Stalin.

Este tipo de reuniones en inglés se denomina summit meeting, y con frecuencia refiere a reuniones donde participan personas muy importantes (presidentes, ministros, secretarios generales, directores, etc.) que ocupan cargos de gran responsabilidad y visibilidad. Por otra parte, es usual que estos encuentros sean dotados de un gran dispositivo de seguridad, ya que el evento puede atraer tanto acciones de protesta como acciones básicamente terroristas. Además y por lógica, estas reuniones suelen tener una cobertura mediática importante, en muchos casos a nivel del mundo todo o a nivel continental. En cuanto a los temas a tratar, también es usual que se conozcan previamente, y que estén establecidos en una agenda que se negocia previamente entre los principales participantes y el país anfitrión o institución anfitriona.
Entre los más importantes encuentros-cúpula del siglo XX, corresponde citar las reuniones de entendimiento entre Franklin D. Roosevelt, Winston Churchill, y Iósif Stalin, concretadas durante la Segunda Guerra Mundial.
En el curso de la llamada Guerra Fría, reuniones muy significativas fueron las protagonizadas por un presidente estadounidense con sus contrapartes soviética y/o china (en muchos casos, reuniones únicamente bilaterales). Con posterioridad a la Guerra Fría, es decir, cuando se pasó de un mundo básicamente bipolar a un mundo multipolar, con notoriedad paralelamente se fue incrementando el número de reuniones-cumbre, también por efecto de una mayor actividad de los organismos internacionales.

## Reuniones-cumbre destacadas

### Conferencias de la Segunda Guerra Mundial
- U.S.-British Staff Conference (ABC-1) (enero 29 - 27 de marzo de 1941)
- Atlantic Conference (9–12 de agosto de 1941)
- Moscow Conference (septiembre 29 - 1 de octubre de 1941)
- Arcadia Conference (22 de diciembre de 1941 - 14 de enero de 1942)
- Second Washington Conference (20–25 de junio de 1942)
- Second Moscow Conference (12–19 de agosto de 1942)
- Cherchell Conference (21–22 de octubre de 1942)
- Casablanca Conference (14–24 de enero de 1943)
- Bermuda Conference (19 de abril de 1943)
- Third Washington Conference (12–27 de mayo de 1943)
- Quebec Conference (17–24 de agosto de 1943)
- Third Moscow Conference (18 de octubre – 1 de noviembre de 1943)
- Cairo Conference (22-26 de noviembre de 1943)
- Tehran Conference (28 de noviembre - 1 de diciembre de 1943)
- Second Cairo Conference (4–6 de diciembre de 1943)
- Commonwealth Prime Ministers' Conference (1–16 de mayo de 1944)
- United Nations Monetary and Financial Conference (Bretton Woods) (1–15 de julio de 1944)
- Dumbarton Oaks Conference (21–29 de agosto de 1944)
- Second Quebec Conference (12–16 de septiembre de 1944)
- Fourth Moscow Conference (9 de octubre de 1944)
- Malta Conference (30 de enero – 2 de febrero de 1945)
- Yalta Conference (4–11 de febrero de 1945)
- United Nations Conference on International Organization (April 25 de abril – 26 de junio de 1945)
- Potsdam Conference (17 de julio – 2 de agosto de 1945)

### Cumbres de la ASARC
La Asociación Sudasiática para la Cooperación Regional (ASARC, o SAARC en sus siglas en inglés) es una asociación de ocho países del sur de Asia: Bangladés, Bután, India, Maldivas, Nepal, Pakistán, Sri Lanka y Afganistán.
| N°   | Fecha                      | País      | Sede      | Líder                               |
| ---- | -------------------------- | --------- | --------- | ----------------------------------- |
| 1.º  | 7–8 de diciembre de 1985   | Bangladés | Dhaka     | Ataur Rahman Khan                   |
| 2.º  | 16–17 de noviembre de 1986 | India     | Bangalore | Rajiv Gandhi                        |
| 3.º  | 2–4 de noviembre de 1987   | Nepal     | Katmandú  | Marich Man Singh Shrestha           |
| 4.º  | 29–31 de diciembre de 1988 | Pakistán  | Islamabad | Benazir Bhutto                      |
| 5.º  | 21–23 de noviembre de 1990 | Maldivas  | Malé      | Maumoon Abdul Gayoom                |
| 6.º  | 21 de diciembre de 1991    | Sri Lanka | Colombo   | Dingiri Banda Wijetunga             |
| 7.º  | 10–11 de abril de 1993     | Bangladés | Dhaka     | Khaleda Zia                         |
| 8.º  | 2–4 de mayo de 1995        | India     | New Delhi | P. V. Narasimha Rao                 |
| 9.º  | 12–14 de mayo de 1997      | Maldivas  | Malé      | Maumoon Abdul Gayoom                |
| 10.º | 29–31 de julio de 1998     | Sri Lanka | Colombo   | Sirimavo Ratwatte Dias Bandaranaike |
| 11.º | 4–6 de enero de 2002       | Nepal     | Katmandú  | Sher Bahadur Deuba                  |
| 12.º | 2–6 de enero de 2004       | Pakistán  | Islamabad | Zafarullah Khan Jamali              |
| 13.º | 12–13 de noviembre de 2005 | Bangladés | Dhaka     | Khaleda Zia                         |
| 14.º | 3–4 de abril de 2007       | India     | New Delhi | Manmohan Singh                      |
| 15.º | 1–3 de agosto de 2008      | Sri Lanka | Colombo   | Mahinda Rajapaksa                   |
| 16.º | 28–29 de abril de 2010     | Bután     | Thimphu   | Jigme Thinley                       |
| 17.º | 10–11 de noviembre de 2011 | Maldivas  | Addu      | Mohammed Waheed Hassan Manik        |
| 18.º | 2013                       | Nepal     | Katmandú  | Khil Raj Regmi                      |

### Cumbres de laMancomunidad de Naciones
| Año  | Fecha                           | País              | Ciudad        | Presidente        |
| ---- | ------------------------------- | ----------------- | ------------- | ----------------- |
| 1971 | 14–24 de enero                  | Singapour         | Singapur      | Lee Kuan Yew      |
| 1973 | 2–10 de agosto                  | Canadá            | Ottawa        | Pierre Trudeau    |
| 1975 | 29 de abril – 6 de mayo         | Jamaica           | Kingston      | Michael Manley    |
| 1977 | 8–15 de junio                   | Reino Unido       | Londres       | James Callaghan   |
| 1979 | 1–7 de agosto                   | Zambia            | Lusaka        | Kenneth Kaunda    |
| 1981 | 30 de septiembre – 7 de octubre | Australia         | Melbourne     | Malcolm Fraser    |
| 1983 | 23–29 de noviembre              | India             | Nueva Deli    | Indira Gandhi     |
| 1985 | 16–22 de octubre                | Bahamas           | Nassau        | Lynden Pindling   |
| 1986 | 3–5 de agosto                   | Reino Unido       | Londres       | Margaret Thatcher |
| 1987 | 13–17 de octubre                | Canadá            | Vancouver     | Brian Mulroney    |
| 1989 | 18–24 de octubre                | Malasia           | Kuala Lumpur  | Mahathir Mohamad  |
| 1991 | 16–21 de octubre                | Zimbabue          | Harare        | Robert Mugabe     |
| 1993 | 21–25 de octubre                | Chipre            | Limassol      | Georges Vassiliou |
| 1995 | 10–13 de noviembre              | Nueva Zelanda     | Auckland      | Jim Bolger        |
| 1997 | 24–27 de octubre                | Reino Unido       | Edinburgh     | Tony Blair        |
| 1999 | 12–14 de noviembre              | Sudáfrica         | Durban        | Thabo Mbeki       |
| 2002 | 2–5 de marzo                    | Australia         | Coolum        | John Howard       |
| 2003 | 5–8 de diciembre                | Nigeria           | Abuya         | Olusegun Obasanjo |
| 2005 | 25–27 de noviembre              | Malta             | La Vallette   | Lawrence Gonzi    |
| 2007 | 23–25 de noviembre              | Uganda            | Kampala       | Yoweri Museveni   |
| 2009 | 27–29 de noviembre              | Trinidad y Tobago | Puerto España | Patrick Manning   |
| 2011 | 28–30 de octubre                | Australia         | Perth         | Mahinda Rajapaksa |
| 2013 | ????                            | Sri Lanka         | Colombo       |                   |
| 2015 | ????                            | Maldivas          | Malé          |                   |

### Cumbres de la Tierra
- 1974: Cumbre de la Tierra de Estocolmo  Suecia.

- 1992: Cumbre de la Tierra de Río de Janeiro  Brasil.

- 2002: Cumbre de la Tierra de Johannesburgo  Sudáfrica.

- 2012: Cumbre de la Tierra (Río+20), Río de Janeiro  Brasil.

### Cumbres económicas del G-6, G-7, G-8
- 1975: 1.ª Cumbre del G-6, Château de Rambouillet, Rambouillet  Francia
- 1976: 2.ª Cumbre del G-7, San Juan  Estados Unidos
- 1977: 3.ª Cumbre del G-7, Londres  Reino Unido
- 1978: 4.ª Cumbre del G-7, Bonn  Alemania
- 1979: 5.ª Cumbre del G-7, Tokio  Japón
- 1980: 6.ª Cumbre del G-7, Venecia  Italia
- 1981: 7.ª Cumbre del G-7, Montebello  Canadá
- 1982: 8.ª Cumbre del G-7, Versailles  Francia
- 1983: 9.ª Cumbre del G-7,  Williamsburg  Estados Unidos
- 1984: 10.ª Cumbre del G-7, Londres  Reino Unido
- 1985: 11.ª Cumbre del G-7, Bonn  Alemania
- 1986: 12.ª Cumbre del G-7, Tokio  Japón
- 1987: 13.ª Cumbre del G-7, Venecia  Italia
- 1988: 14.ª Cumbre del G-7, Toronto  Canadá
- 1989: 15.ª Cumbre del G-7, Grande Arche, París  Francia
- 1990: 16.ª Cumbre del G-7, Houston  Estados Unidos
- 1991: 17.ª Cumbre del G-7,  Londres  Reino Unido
- 1992: 18.ª Cumbre del G-7, Munich  Alemania
- 1993: 19.ª Cumbre del G-7, Tokio  Japón
- 1994: 20.ª Cumbre del G-7, Nápoles  Italia
- 1995: 21.ª Cumbre del G-7, Halifax  Canadá
- 1996: 22.ª Cumbre del G-7, Lyon  Francia
- 1997: 23.ª Cumbre del G-8, Denver  Estados Unidos
- 1998: 24.ª Cumbre del G-8, Birmingham  Reino Unido
- 1999: 25.ª Cumbre del G-8, Colonia  Alemania
- 2000: 26.ª Cumbre del G-8, Okinawa  Japón
- 2001: 27.ª Cumbre del G-8, Génova  Italia
- 2002: 28.ª Cumbre del G-8, Kananaskis  Canadá
- 2003: 29.ª Cumbre del G-8, Évian-les-Bains  Francia
- 2004: 30.ª Cumbre del G-8, Sea Island  Estados Unidos
- 2005: 31.ª Cumbre del G-8, Gleneagles, Escocia  Reino Unido
- 2006: 32.ª Cumbre del G-8, San Petersburgo  Rusia
- 2007: 33.ª Cumbre del G-8, Heiligendamm  Alemania
- 2008: 34.ª Cumbre del G-8, Tokio  Japón
- 2009: 35.ª Cumbre del G-8, L'Aquila, Abruzzo  Italia
- 2010: 36.ª Cumbre del G-8, Huntsville  Canadá
- 2011: 37.ª Cumbre del G-8, Deauville  Francia
- 2012: 38.ª Cumbre del G-8, Camp David  Estados Unidos
- 2013: 39.ª Cumbre del G-8, Lago Erne, Irlanda del Norte  Reino Unido

### Economic Summits - Cumbres económicas G-20
- 2008: Cumbre del G-20 de Washington, Washington  Estados Unidos
- 2009: Cumbre del G-20 de Londres, Londres  Reino Unido
- 2009: Cumbre del G-20 de Pittsburgh, Pittsburgh  Estados Unidos
- 2010: Cumbre del G-20 de Toronto, Toronto  Canadá
- 2010: Cumbre del G-20 de Seúl, Seúl  Corea del Sur
- 2011: Cumbre del G-20 de Cannes, Cannes  Francia
- 2012: Cumbre del G-20 de Los Cabos, Los Cabos  México

### Cumbres Europeas
- 1969: Cumbre de La Haya, Admisión del Reino Unido en la Comunidad Europea, e inicio de la 'Cooperación Política Europea'.
- 1974:  Creación del Consejo Europeo, París, 9-10 de diciembre de 1974.
- 1985: Primera Conferencia Intergubernamental CIG de la Unión Europea.
- 1986: Acta Única Europea, Luxemburgo y La Haya, 17-28 de febrero de 1986.
- 1991-92: Tratado de la Unión Europea, Maastricht, 7 de febrero de 1992.
- 1997: Tratado de Ámsterdam, Consejo de la Unión Europea de Ámsterdam, 16-17 de junio de 1997.
- 1998: Adopción de la moneda euro.
- 2000: Estrategia de Lisboa.
- 2002: Ampliación de la Unión Europea.
- 2007: Tratado de Lisboa.

### Cumbres intercoreanas
- 2000: Primera Cumbre Intercoreana, 13-15 de junio de 2000. Declaración de Paz y Prosperidad
- 2007: Segunda Cumbre Intercoreana, 2-4 de octubre de 2007.
- 2018: Cumbre intercoreana de 2018, 27 de abril de 2018 Declaración de Panmunjom
- 2018: Segunda Cumbre Intercoreana de 2018: 26 de mayo de 2018

### Objetivos de Desarrollo del Milenio
- 2000: Cumbre del Milenio - Millennium Summit, Nueva York  Naciones Unidas
- 2005: Cumbre Mundial 2005 - 2005 World Summit, Nueva York  Naciones Unidas

### Cumbres Suramericanas
- 2000: First South American Summit, Brasília  Brasil
- 2002: Second South American Summit, Guayaquil  Ecuador
- 2004: Third South American Summit, Cuzco-Ayacucho  Perú

### Cumbres de Ministros de América Latina y el Caribe sobre Sociedad de la Información
| N°  | Fecha                      | País        | Sede           | Referencia                      |
| --- | -------------------------- | ----------- | -------------- | ------------------------------- |
| 1.º | 10 de junio de 2005        | Brasil      | Río de Janeiro | Primera Conferencia Ministerial |
| 2.º | 6-8 de febrero de 2008     | El Salvador | San Salvador   | Segunda Conferencia Ministerial |
| 3.º | 21–24 de noviembre de 2010 | Perú        | Lima           | Tercera Conferencia Ministerial |
| 4.º | 3-5 de abril de 2013       | Uruguay     | Montevideo     | Cuarta Conferencia Ministerial  |

### Cumbres de las Américas
- 1994 - 1st Summit of the Americas, Miami  Estados Unidos
- 1996 - Summit of the Americas on Sustainable Development, Santa Cruz de la Sierra  Bolivia
- 1998 - 2nd Summit of the Americas, Santiago  Chile
- 2001 - 3rd Summit of the Americas, Quebec,  Canadá
- 2004 - Monterrey Special Summit of the Americas, Monterrey  México
- 2005 - 4th Summit of the Americas, Mar del Plata  Argentina
- 2009 - 5th Summit of the Americas, Puerto España  Trinidad y Tobago
- 2012 - 6th Summit of the Americas, Colombia  Colombia
- 2015 - 7th Summit of the Americas, Panamá  Panamá
- 2018 - 8th Summit of the Americas, Perú  Perú

### Conferencias Internacionales sobre Afganistán
- 2001 - Conferencia Internacional sobre Afganistán, Bonn  Alemania
- 2004 - Conferencia Internacional sobre Afganistán, Berlín  Alemania
- 2006 - Conferencia Internacional sobre Afganistán, Londres  Reino Unido
- 2008 - Conferencia Internacional sobre Afganistán, París  Francia
- 2009 - Conferencia Internacional sobre Afganistán, Moscú  Rusia
- 2009 - Conferencia Internacional sobre Afganistán, La Haya  Países Bajos
- 2010 - Conferencia Internacional sobre Afganistán, Londres  Reino Unido

### Cumbres del grupo BRICS
| N°  | Fecha                  | País      | Sede          | Referencia                |
| --- | ---------------------- | --------- | ------------- | ------------------------- |
| 1.º | 16 de junio de 2009    | Rusia     | Ekaterinburgo | Primera Cumbre BRIC 2009  |
| 2.º | 15-16 de abril de 2010 | Brasil    | Brasilia      | Segunda Cumbre BRIC 2010  |
| 3.º | 14 de abril de 2011    | China     | Sanya         | Tercera Cumbre BRICS 2011 |
| 4.º | 29 de marzo de 2012    | India     | Nueva Deli    | Cuarta Cumbre BRICS 2012  |
| 5.º | 26-27 de marzo de 2013 | Sudáfrica | Durban        | Quinta Cumbre BRICS 2013  |
| 6.º | 2014                   | Rusia     | XXX           | Sexta Cumbre BRICS 2014   |

### Miscelánea
- 1822: Entrevista de Guayaquil
- 1955: Cumbre de Ginebra  Suiza
- 1967: Conferencia-cumbre de Glassboro  Estados Unidos
- 1985: Cumbre Shamrock  Canadá
- 1986: Cumbre de Reikiavik  Islandia
- 1989: Cumbre de Malta  Malta
- 1990: Cumbre Mundial en favor de la Infancia - Unicef  Naciones Unidas
- 2000: Cumbre de Paz de Camp David  Estados Unidos
- 2000: Cumbre de Kuala Lumpur sobre al-Qaeda  Malasia
- 2001: Agra summit  India
- 2001: Cumbre de Taba  Egipto
- 2003–2005: Cumbre Mundial sobre la Sociedad de la Información  Suiza
- 2005: Cumbre de Sharm el-Sheikh  Egipto
- 2005: Cumbre de Eslovaquia  Eslovaquia
- 2012: Responsive Summit 2012  Reino Unido
- 2025:  CIURT Cumbre Internacional Unificada de Reconocimiento y Transformación  España